# Guinea i olympiska sommarspelen 1984
Guinea deltog i de olympiska sommarspelen 1984, men ingen av landets deltagare erövrade någon medalj.